# Schlacht im Vella-Golf
Südliche Salomonen

1942

Tulagi –
Guadalcanal

1943

Operation I –
Operation Vengeance –
Operation SO und SE
Zentral-Salomonen

1943

New Georgia –
Kula-Golf –
Kolombangara –
Vella-Golf –
Dogeared –
Vella Lavella –
Operation SE
Nördliche Salomonen

1943–1945

Treasury-Inseln –
Choiseul –
Kaiserin-Augusta-Bucht –
Bougainville –
Green Islands
Die Schlacht im Vella-Golf fand im Zweiten Weltkrieg während des Pazifikkrieges in der Nacht vom 6. auf den 7. August 1943 statt. Sie war eine Seeschlacht im Rahmen des Feldzuges zur Rückeroberung der New-Georgia-Inselgruppe und fand zwischen den Inseln Vella Lavella und Kolombangara statt.

## Vorgeschichte
Nach ihrem Sieg in der Schlacht bei Kolombangara am 13. Juli hatten die Japaner eine starke Basis bei Vila, dem Haupthafen der Insel, aufgebaut. Sie versorgten den Stützpunkt mit schnellen Zerstörern als Transportmittel. Drei Versorgungsfahrten am 19. Juli, 22. Juli und 1. August konnten erfolgreich durchgeführt werden, obwohl die letzte der drei in einem Gefecht mit amerikanischen Patrouillen-Torpedobooten, den sogenannten PT boats, endete. Dabei rammte und versenkte der Zerstörer Amagiri das PT-109, das von dem späteren amerikanischen Präsidenten John F. Kennedy kommandiert wurde.
In der Nacht des 6. August sandten die Japaner vier Zerstörer (Flaggschiff Hagikaze, Arashi, Shigure und Kawakaze) unter dem Kommando von Kaigun-Taisa Sugiura Kajū. Sie transportierten 950 Mann Nachschubtruppen und 55 t Versorgungsgüter. Normalerweise fuhr das Flaggschiff bei solchen Operationen ohne Passagiere und Güter an der Spitze als Vorhut. Dieses Mal hatte der Konvoi jedoch den Nachteil, kein reines Kampfschiff zur Verfügung zu haben.

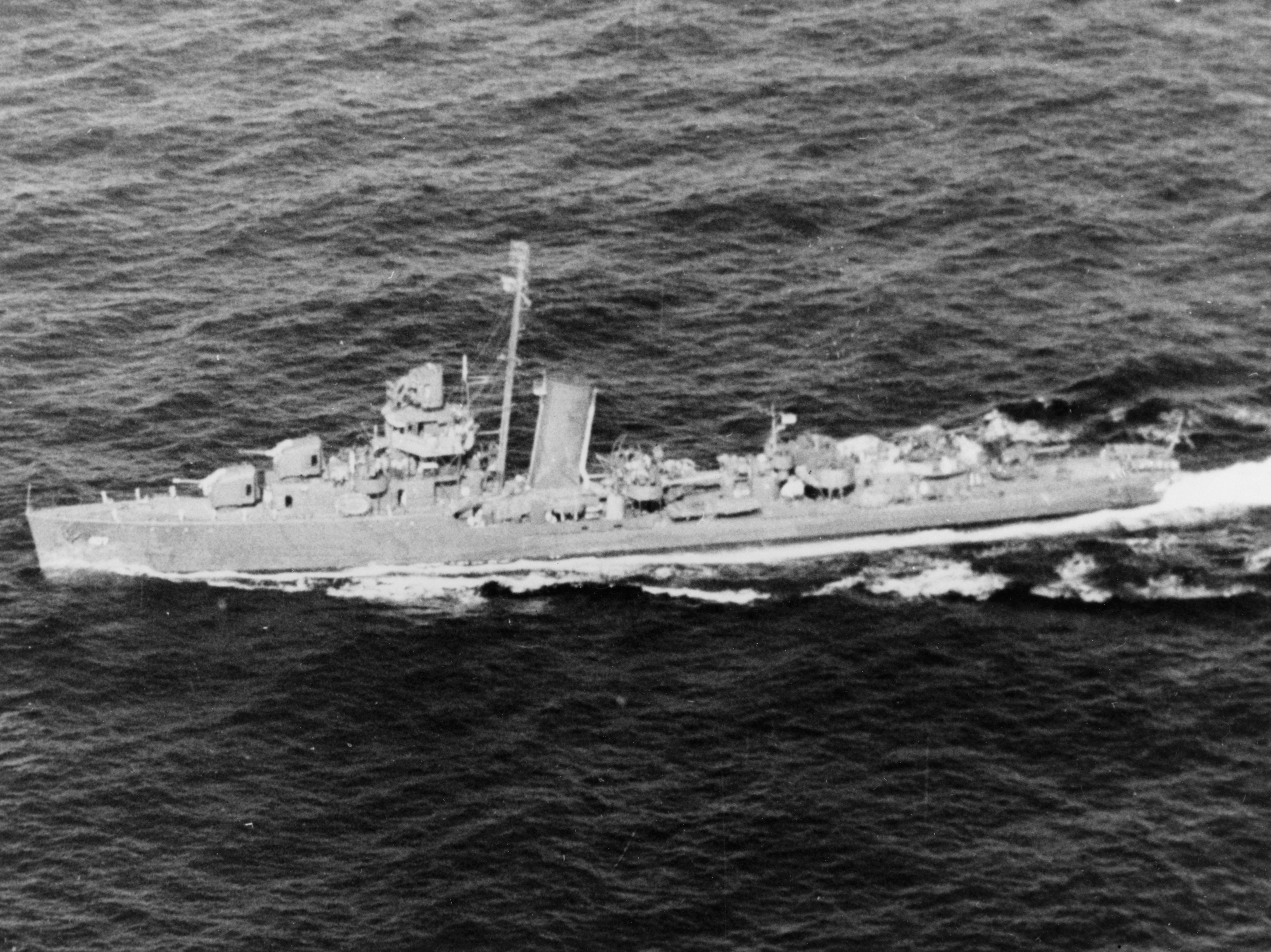
Der Zerstörer USS Sterrett

Die amerikanische Task Group 31.2 bestand aus sechs Zerstörern unter dem Kommando von Kapitän Frederick Moosbrugger. Moosbrugger hatte seine Schiffe in zwei Gruppen (A-1: USS Dunlap, USS Craven und USS Maury unter seinem Kommando; A-2: USS Lang, USS Sterett, USS Stack unter dem Kommando von Rodger Simpson) aufgeteilt. Er plante, den ersten Schlag mit Torpedos der Gruppe A-1 durchzuführen. Danach sollte die Gruppe A-2, deren Zerstörer zugunsten von 40-mm-Geschützen mit weniger Torpedoabschusseinrichtungen ausgestattet waren, vor den Japanern kreuzen und das Feuer eröffnen, sobald die Torpedos getroffen hatten. Diese Taktik war eine Folge der Niederlage in der Schlacht bei Tassafaronga.

## Die Schlacht
Die amerikanischen Zerstörer patrouillierten an der Westküste von Kolombangara Richtung Norden, als die Gruppe A-1 um 23:33 Uhr den ersten Radarkontakt hatte. Wie geplant schossen sie zuerst ihre Torpedos ab, um die Positionen nicht durch das Mündungsfeuer ihrer Geschütze zu verraten. Die Japaner entdeckten die amerikanischen Zerstörer erst um 23:43 Uhr. Nur die Shigure kam noch dazu, acht Torpedos abzuschießen. Aber schon um 23:45 Uhr trafen die amerikanischen Torpedos die vor ihr fahrenden Zerstörer. Moosbrugger drehte sofort ab, um eventuellen japanischen Torpedos zu entkommen.
Die Hagikaze, Arashi und Kawakaze gingen nach den Treffern sofort in Flammen auf. Drei Torpedos trafen die Arashi im Maschinenraum. Die Kawakaze erhielt einen Treffer im Magazin unter der Brücke. Zwei Torpedos trafen die Hagikaze im Kesselraum. Simpson, der inzwischen gewendet hatte, kreuzte vor den japanischen Zerstörern (Crossing the T). Die brennenden Schiffe waren ein gut sichtbares Ziel für die Gruppe A-2, die das Feuer um 23:47 Uhr eröffnete. Zuerst schoss sie auf die Kawakaze, die um 23:52 Uhr sank. Danach eröffnete auch die Gruppe A-1, die inzwischen gewendet hatte und zurückkam, das Feuer und die gesamten amerikanischen Zerstörer schossen auf die Hagikaze und die Arashi. Um 00:21 Uhr schoss jeder der Zerstörer der Gruppe A-2 zwei Torpedos, wovon drei die Hagikaze trafen und versenkten.
Der Torpedo, der die Shigure traf, war ein Blindgänger und zerstörte nur das Ruder. Sie konnte in der Dunkelheit entkommen.

## Nachbetrachtung
Diese Schlacht war die erste, aus der die Amerikaner in einem Torpedoduell als Sieger hervorgingen. Die Japaner konnten die Basis auf Kolombangara nicht mehr weiter versorgen. Bei den folgenden Landungen auf den umliegenden Inseln umgingen jedoch die Amerikaner die relativ starke Basis (Inselspringen).